# Venatrix allopictiventris
Venatrix allopictiventris Framenau & Vink, 2001 è un ragno appartenente alla famiglia Lycosidae.

## Etimologia
Il nome proprio deriva dal greco ἄλλος, àllo-, cioè altro, diverso e "-pictiventris", in riferimento alla specie V. pictiventris con la quale ha diverse caratteristiche in comune, pur differenziandosene.

## Caratteristiche
L'olotipo maschile ha una lunghezza totale di 7,6mm: il cefalotorace è lungo 4,3mm, e largo 3,1mm.
Il paratipo femminile ha una lunghezza totale di 10,2mm: il cefalotorace è lungo 4,9mm, e largo 3,4mm.

## Distribuzione
La specie è stata reperita in Australia: nel Queensland e nel Nuovo Galles del Sud. Di seguito alcuni rinvenimenti:
1. l'olotipo maschile è stato rinvenuto nell'area della Bald Mountain, presso la Upper Farm CK, nel Queensland, nell'aprile 1984.
2. un paratipo maschile e uno femminile nello stesso luogo e data dell'olotipo.
3. un esemplare maschile presso la località di Clouds Ck, nel villaggio di Nymboida, nel Nuovo Galles del Sud[1].

## Tassonomia
Appartiene al pictiventris-group insieme a V. pictiventris e V. hickmani.
Al 2021 non sono note sottospecie e dal 2001 non sono stati esaminati nuovi esemplari.